# Конструкция автомобиля
Устройство или Конструкция автомобиля — основные элементы или общее устройство или конструкция автомобиля (а/м).
Несмотря на многообразие различных видов, типов, марок и моделей а/м, встречающихся на дорогах и вне их, а/м имеют общее устройство или конструкцию. Большинство элементов а/м применяется практически с момента его создания или первого появления, хотя и претерпело множество изменений в истории его развития. К основным элементам (компонентам) устройства или конструкции автомобиля относятся — шасси, двигатель и кузов:
- Шасси — представляет собой совокупность механизмов, предназначенных для передачи крутящего момента от двигателя к ведущим колесам, для передвижения автомобиля и управления им. Шасси складывается из таких составляющих:
  - трансмиссия передает крутящий момент от двигателя к ведущим колёсам;
  - ходовая часть регулирует положение кузова автомобиля во время движения (воспринимает и регулирует нагрузки от неровностей, во время поворотов и т.п.); состоит из несущей системы (рама, несущие элементы кузова), передней и задней подвески, колес;
  - механизмы управления (рулевое управление и тормозная система).
- Кузов — служит для размещения людей или грузов. Кузова легковых автомобилей и автобусов состоят из салона для людей, кузова грузовых автомобилей состоят из грузовой платформы и кабины для людей. Кузова автобусов и легковых автомобилей выполняют функцию рамы в несущей системе автомашины.
- Двигатель — источник механической энергии, приводящей автомобиль в движение. В современных автомобилях, как правило, применяются поршневые двигатели внутреннего сгорания, в которых процесс сгорания топлива происходит внутри, в цилиндрах двигателя.

## Компоновка легкового автомобиля
Компоновка легкового автомобиля — общая схема расположения главных агрегатов на раме легкового автомобиля.
Выделяются капотная, вагонная и однообъёмная (бескапотная) компоновка. 

Также — заднеприводная, переднеприводная и полноприводная компоновка ведущих колёс.

## Автомобильная светотехника
Автомобильная светотехника — комплекс световой техники, использующийся для сигнализации и освещения. 
Автомобильное освещение монтируется в передней, в задней, а также в боковых частях транспортного средства в виде фар или фонарей. Установка может быть как выступающим элементом кузова автомобиля, так и спрятана заподлицо.
Основными назначениями автомобильного освещения заключается:
- Обеспечение освещения дорожного покрытия и пространства впереди после наступления темноты
- Обозначение транспортного средства, его габаритов и направления движения для других участников дорожного движения как в темное, так и в светлое время суток
- Предупреждение других участников дорожного движения о намерении водителя изменить скорость или направление движения

В основе автомобильного освещения лежит цветовая мнемоника, обозначающая красный цвет как опасность, жёлтый цвет — предупреждение, а белый цвет — нейтральность.
также: зеркало заднего вида

## Электроника
- Бортовой компьютер (карпьютер), состоит из электронных блоков управления (ЭБУ)
- Система помощи водителю: ADAS, круиз-контроль, автопилот.

Прочие электронные и медиакомпоненты:
- системы автомобильной навигации;
- автомобильные аудио-/видео- системы (автомагнитолы, ресиверы, головные устройства, усилители, мультимедийные системы[2]);
- акустическая система (в т. ч. сабвуфер);
- противоугонная система (иммобилайзер и пр.)
- Парковочный радар / Камера заднего обзора

Производители автомобилей продолжают искать концепцию интегрированной компьютерной системы, которая станет наиболее рациональной, удобной в пользовании, безопасной и, как следствие, популярной у покупателей.
Производство: см. Полупроводниковая промышленность#Автомобильная электроника

## Дополнительное оборудование
- Спойлер; антикрыло
- Газобаллонное оборудование автомобиля

и пр.